# Paradise Hotel (Danmark, sæson 11)
Den 11. sæson af reality tv-serien Paradise Hotel Danmark sendes på TV3 fra den 2. marts 2015 til 7. maj 2015.

## Programmets forløb
Denne sæson er angiveligt anderledes end de seneste, da man fra produktions side har besluttet, at man i år skal tilbage til programmets gamle dyder - hvilket indebærer færre deltagere (20 mod 37 sidste år), så man bedre kan nå at lære alle deltagerne at kende.
I år bliver de seks drenge noget overraskede, da de ikke tjekker ind på Paradise Hotel, men i stedet Paradise Motel, som er et faldefærdigt og slidt hus.

## Sæson 11
- Vært: Rikke Göransson
- Vindere: Anders (250.000 kr.) og Monique (250.000 kr.)
- Finalister: Kasper (0 kr.) og Isabella (0 kr.)
- Jury: Nanna, Philip, Christel, Sammi, Mads, Sasha og Theis
- Mr. Paradise: Kasper
- Miss Paradise: Monique
- Titelmelodi: Emilio - Boombastic
- Antal afsnit: 40
- Antal deltagere: 20

## Deltagerne
| Navn                           | Alder | Tjekket ind | Tjekket ud    | Fra            | Grund til udtjekning |
| ------------------------------ | ----- | ----------- | ------------- | -------------- | --- |
| Anders Meyer                   | 23    | Ep 1, 30    | Ep 10, VINDER | Silkeborg      | Episode 10: Stemt ud af Kasper Henriksen og Sascha Wulff Petersen                                                                                        |
| Monique Von Appen              | 22    | Ep 1, 30    | Ep 24, VINDER | Ringsted       | Episode 24: Valgt fra af Kasper Henriksen til fordel for Amalie Kronil                                                                                   |
| Kasper Henriksen               | 24    | Ep 10       | Finalen       | Farum          | |
| Isabella Jørgensen             | 24    | Ep 27       | Finalen       | Vallensbæk     | |
| Philip May Mikkelsen, (Jury)   | 25    | Ep 1        | Ep 39         | Farum          | Stemt ud af Nanna Line Christensen efter hun selv røg ud                                                                                                 |
| Nanna Line Christensen, (Jury) | 19    | Ep 1        | Ep 39         | København      | Stemt ud af Kasper Henriksen |
| Christel Trubka, (Jury)        | 18    | Ep 1, 20    | Ep 16, 38     | Slagelse       | Episode 16: Valgt fra af Jonas Poulsen til fordel for Nanna Line Christensen Episode 38: Valgt fra af Kasper Henriksen til fordel for Isabella Jørgensen |
| Sammi Idrissi, (Jury)          | 20    | Ep 24       | Ep 38         | Brøndby Strand | Stemt ud ved afstemning blandt de øvrige deltagere |
| Mads Niebur, (Jury)            | 23    | Ep 17       | Ep 36         | Albertslund    | Valgt fra af Christel Trubka til fordel for Sammi Idrissi                                                                                                |
| Sasha Wulff Petersen, (Jury)   | 20    | Ep 10       | Ep 34         | Hvidovre       | Stemt ud af Sammi Idrissi, Mads Niebur og Anders Meyer                                                                                                   |
| Frederikke Henriksen           | 25    | Ep 23       | Ep 32         | Herning        | Valgt fra af Mads Niebur til fordel for Monique Von Appen                                                                                                |
| Theis Berg Kristensen, (Jury)  | 22    | Ep 4        | Ep 31         | Helsingør      | Stemt ud ved afstemning blandt de øvrige deltagere |
| Amalie Kronil                  | 20    | Ep 1        | Ep 28         | Fredensborg    | Valgt fra af Mads Niebur til fordel for Frederikke Henriksen                                                                                             |
| Jonas Poulsen                  | 18    | Ep 1        | Ep 22         | Valby          | Stemt ud ved afstemning blandt de øvrige deltagere |
| Sine Jacobsen                  | 19    | Ep 15       | Ep 21         | Vordingborg    | Valgt fra af Jonas Poulsen til fordel for Amalie Kronil                                                                                                  |
| Patrick Brylov                 | 24    | Ep 1        | Ep 19         | Hvidovre       | Måtte forlade hotellet på grund af en skade |
| Fie Laursen                    | 18    | Ep 5        | Ep 12         | Frederikssund  | Valgt fra af Theis Berg Kristensen til fordel for Amalie Kronil                                                                                          |
| Sandra Samantha                | 22    | Ep 1        | Ep 8          | Kolding        | Valgt fra af Jonas Poulsen til fordel for Nanna Line Christensen                                                                                         |
| Can Dursun                     | 22    | Ep 1        | Ep 4          | Aarhus         | Valgt fra af Monique Von Appen til fordel for Patrick Brylov                                                                                             |
| Kasper Jessen                  | 22    | Ep 1        | Ep 3          | Kolding        | Valgt fra af Monique Von Appen til fordel for Can Dursun                                                                                                 |

## Juryens stemmer på de to finalepar
| Jurymedlem nr. | Anders og Monique                    | Kasper og Isabella |
| -------------- | ------------------------------------ | ------------------ |
| 1              | Phillip May Mikkelsen                |                    |
| 2              | Nanna Line Christensen               |                    |
| 3              | Christel Trubka                      |                    |
| 4              |                                      | Mads Niebur        |
| 5              | Theis Berg Kristensen                |                    |
| 6 og 7         | Sammi Idrissi & Sasha Wulff Petersen |                    |
| Stemmer i alt  | 6                                    | 1                  |